# Повећање броја белих крвних ћелија
Повећање броја белих крвних ћелија, леукоцитоза или хиперлеукоцитоза стање је које се карактерише повећањем број леукоцита (белих крвних ћелија) у крви изнад нормалних вредности (3,4-4,0 х 109/l). Она је једна од последица инфекција, одређених болести у организму или излагања организма одређеним спољним утицајима, кои моу бити и стресног (реактивног) карактера, и то у стањима присуства бола, повраћања, високе температуре и дехидрације када је често праћена и тромбоцитозом. Значај леукоцитозе огледа су у томе што указује на акутна или хронична стања изазвана инфекцијом коже или слузокоже али на по живот опасна стања јер повећан број леукоцита може да укаже на појаву тешке инфекције (сепсе), трауму праћену значајним губитком крви, дијабетесну кому итд.
Један од најчешћих лабораторијски параметар за увођење антибиотске терапије у клиничкој пракси је леукоцитоза са неутрофилијом. 

## Леукоцити или беле крвне ћелије
Назив леукоцит (WBC), означава неколико врста белих крвних ћелија. Њихова улога је вишеструка, најачешће имунолошка, у одбрани организма од болести првенствено изазваних патогеним микроорганизми, али и многим токсичним материјама. Главна особина леукоцита је да постају способни да препознају стране антигене. У једном литру крви, здраве одрасле особе, налази се од 4 до 10 милијарди белих крвних зрнаца (3,9 - 10x109/l).
Највећи број леукоцита, настаје у коштаној сржи, а другим делом у тимусу, лимфним жлездама и чворовима и слезини. Најзначајнија жлезда за развој леукоција је грудна жлезда (тимус)смештена у средогруђу (медијстинуму) испод грудне кости, битна за развој једне подврсте лимфоцита, Т лимфоцита.
Леукоцити се разликују према изгледу, заступљености, месту настанка и функцији. Према облику једра и мембране деле се на гранулоците (са зрнастом цитоплазмом и режњевито једром) и агранулоците (са хомогеном цитопплазмом и округлим једром). 
Леукоцити садрже око 80% воде, велике количине гликогена (као извор енергије), доста нуклеопротеида, хистамина и хепарина. Од физичких особина белих крвних зрнаца најважније је њихово амебоидно кретање којим прелазе из крви у ткива. Облик и изглед појединих врста леукоцита се разликује; па су тако сви леукоцити периферне крви округлог облика, грануласти леукоцити у цитоплазми имају специфичне грануле које се боје киселим и базним бојама, а има и неутралних гранула. 
Животни век леукоцита је различит. Тако нпр гранулоцити након што доспеју у крв живе још око 5 дана, док други леукоцити који настају у коштаној сржи и остају док за њима не настане потреба. 

### Врсте белих крвних зрнаца
Постоје три главне врсте белих крвних зрнаца; гранулоцити, лимфоцити, моноцити. 

#### Гранулоцити
Гранулоцити су најбројнија врста леукоцита која чини већину белих крвних зрнаца у периферној циркулацији. Карактеришу се режњевитим једром и гранулисаном цитоплазма. Стварају се у јетри код плода (фетуса), а код деце и здравих особа у коштаној сржи. Постоје три врсте гранулоцита: 
- Неутрофили, зреле гранулоцитне ћелије које могу да нападају и разарају бактерије и вирусе чак и у крвној циркулацији.
- Еозинофили, популација гранулоцитних леукоцита која учествују у одбрани организма од алергијских агенаса и паразитарних инфекција.
- Базофили, најмање заступљена популација леукоцита у периферној крви који учествују у алергијском одговору.

#### Лимфоцити
Лимфоцити су друга група леукоцита која кружи лимфним системом, и примарно се ствара у слезини, и у мањем броју у коштаној сржи. То су округле ћелије са крупним једром, које потискујући цитоплазму у страну, заузима преко 90% унутрашњости ћелије. Постоје три врсте лимфоцита; 

##### Б-ћелије
Ове ћелије настају и дозревају у коштаној сржи, док Т ћелије проистичу из коштане сржи, али дозревају у тимусу стварају антитела која се везују за патогене чиниоце и на тај начин омогућавају њихово уништавање. 

##### Т-ћелије
Ове ћелије настају из коштане сржи, али дозревају у тимусу. Оне се развију у плазма ћелије, и потом стварају антитела која се везују за патогене чиниоце (бактерије, вируси и гљивице) и на тај начин омогућавају њихово уништавање. Т-ћелије могу бити: 
Цитотоксичне Т-ћелије, убице
Ове ћелије препознају и убијају ненормалне или заражене ћелије организма болесника.
Помагачке Т-ћелије
Као што им само име каже, ове ћелије помажу другим ћелијама да униште заразне микроорганизме.
Потискујући (супресорске) Т-ћелије
Супресорске ћелије потискују активност других лимфоцита тако да они не уништавају нормално ткиво
Међутим само цитотоксичне ћелије директно учествују у уништавању страних агенаса у телу док помагачке и супресорске Т-ћелије имају регулациону улогу у имунском одговору организма кроз лучење цитокина којима се модулише понашање осталих, углавном ефекторских ћелија, имунског система. 

##### Лимфоцитне ћелије убице
Лимфоцитне ћелије убице као и цитотоксичне Т-ћелије, способне су да уништавају ћелије тела које су инфициране вирусом.

#### Моноцити
Моноцити су беле крвне ћелије које се стварају у коштаној сржи. Када из циркулације пређу у друга ткива, развијају се у макрофаге, који потом делују као „усисивачи“ који, слично неутрофилним гранулоцита, имају способност да фагоцитују („поједу“) остатке изумрлих ћелија у организму. За разлику од неутрофила, макрофаги могу да фагоцитују и целе ћелије, а учествују и у презентацији делова патогених организама лимфоцитима, како би их они препознали и уништили (Т лимфоцити), или створили одговарајућа антитела (Б лимфоцити).

## Референтне вредности леукоцита
Референтне (физиолошке) вредности белих крвних зрнаца или леукоцита
| Укупан број леукоцита (WBC) | - 3,9-10 x 10 на 9/l или 3,900 - 10,000 (mm³) |
| Леукоцитарна формула        | - Неутрофилни гранулоцити (NEU) — 40-70% (2 - 6 x 109/l ) - Моноцити (MONO) — 1-10% (0.1 - 0.8 x 109/l) - Еозинофилни гранулоцити (EOS) — 0-6% (0.05 - 0.4 x 10 на 9/l ) - Лимфоцити (LYM) — 20-50% (1 - 4 x 10 на 9/l ) - Базофилни гранулоцити (BASO) — 0-1% (0.03 - 0.1 x 109/l) |

Бела крвна зрнца, укупне вредности у крви
| Врсте лимфоцита                                              | Категорија пацијената | Доња граница           | Горња граница            | Мерна јединица                |
| Бела крвна зрнца (WBC-white blood cell)                      | Одрасли               | 3.5 • 3.9 • 4.1, • 4.5 | 9.0, • 10.0 • 10.9, • 11 | - x109/L - x103/mm3 - x103/μL |
| Бела крвна зрнца (WBC-white blood cell)                      | Новорођенчад          | 9                      | 30                       | - x109/L - x103/mm3 - x103/μL |
| Бела крвна зрнца (WBC-white blood cell)                      | У првој години        | 6                      | 18                       | - x109/L - x103/mm3 - x103/μL |
| Неутрофилни гранулоцити (A.K.A. grans, polys, PMNs, or segs) | Одрасли               | 1.3, 1.8, • 2          | 5.4 • 7 • 8              | - x109/L                      |
| Неутрофилни гранулоцити (A.K.A. grans, polys, PMNs, or segs) | Одрасли               | 45-54                  | 62 • 74                  | - % of WBC                    |
| Неутрофилни гранулоцити (A.K.A. grans, polys, PMNs, or segs) | Новорођенчад          | 6                      | 26                       | - x109/L                      |
| Неутрофили округле форме                                     | Одрасли               |                        | 0.7                      | - x109/L                      |
| Неутрофили округле форме                                     | Одрасли               | 3                      | 5                        | - % of WBC                    |
| Лимфоцити                                                    | Одрасли               | 0.7 • 1.0              | 3.5 • 3.9, • 4.8         | - x109/L                      |
| Лимфоцити                                                    | Одрасли               | 16-25                  | 33 • 45                  | - % of WBC                    |
| Лимфоцити                                                    | Новорођенчад          | 2                      | 11                       | - x109/L                      |
| Моноцити                                                     | Одрасли               | 0.1 • 0.2              | 0.8                      | - x109/L                      |
| Моноцити                                                     | Одрасли               | 3, 4.0                 | 7 • 10                   | - % of WBC                    |
| Моноцити                                                     | Новорођенчад          | 0.4                    | 3.1                      | - x109/L                      |
| Мононуклеарни леукоцити (Лимфоцити+ моноцити)                | Одрасли               | 1.5                    | 5                        | - x109/L                      |
| Мононуклеарни леукоцити (Лимфоцити+ моноцити)                | Одрасли               | 20                     | 35                       | - % of WBC                    |
| T ћелије                                                     | Одрасли               | 0.4 • 0.5              | 1.5 • 1.8                | - x109/L                      |
| Еозинофилни гранулоцити                                      | Одрасли               | 0.0 • 0.04             | 0.44 • 0.45 • 0.5        | - x109/L                      |
| Еозинофилни гранулоцити                                      | Одрасли               | 1                      | 3 • 7                    | - % of WBC                    |
| Еозинофилни гранулоцити                                      | Новорођенчад          | 0.02                   | 0.85                     | - x109/L                      |
| Базофилни гранулоцити                                        | Одрасли               | 40                     | 100 • 200 • 900          | - x106/L                      |
| Базофилни гранулоцити                                        | Одрасли               | 0.0                    | 0.75 • 2                 | - % од WBC                    |
| Базофилни гранулоцити                                        | Новорођенчад          |                        | 0.64                     | - x109/L                      |

## Етиологија
Као најчешћи могући узроци леукоцитозе у литератури се наводе:
| Инфекције              | - Бактеријске (тифус, паратифус, бруцелоза) - Вирусне (инфлуенца, мале богиње, рубеола, инфективни хепатитис, вирусна пнеумонија) - Рикециозе - Протозоа (маларија) - Тешке инфекције          |
| Инфекције коштане сржи | - Рак - метастазе рака - Лимфоми - Миелофиброза - Мултипли мијелом |
| Губитак крви           | - Значајан губитак крви (хематемеза, мелена, итд) - Повреде са масивним крварењем - Опекотине                                                                                                  |
| Системске болести      | - Системски еитемски лупус - Шећерна болест |
| Остали узроци          | - Инфаркт, мождани удар, тромбоза било артерије или вене - Спленектомија - Токсичне материје, уремија - Јонизујуће зрачење - Дехидрација организма изазвана високом температуром и повраћањем. |
| Трудноћа               | |

## Клиничка слика
Леукоцитоза није самостална болест већ једна од симптома који указује на развој бројних болести, које су доприниеле њеном развоју. Код многих пацијената а нарочито код деца леукоцитоза је најчешће без симптома што захтева повремене анализе крви, како би се правовремено тј. у раној фази развоја открила леукоцитоза. 
Код одраслих особа леукоцитоза је обично асимптоматска изузев у код тешких болести белих крвних станица, као што је рак крви или леукемије. Како се не би пропуститио почетак развоја леукоцитозе, потребно је знати неке од њених симптома, међу којима су најчешћи:
- Слабост, умор, малаксалост, без икаквог разлога
- Интензивно ноћно знојење изазваном порастом телесне температуре
- Честа појава модрица, као последица спонтаног крварења
- Вртоглавица, несвестица
- Бол у трбуху, горњим и доњим удовима
- Отежано дисање
- Губитак апетита, праћен необјашњивим смањењем телесне тежине
- Поремећен вида
- Знаци инфекције, грозница, повишена температура, убрзан пулс, упала усне дупље, грла и крајника, чиреве на кожи или у ГИС-у, натечене лимфне жлезде, увећана слезена.